# Бялахово
Бялахово (пол. Białachowo, нім. Groß Belchau) — село в Польщі, у гміні Зблево Староґардського повіту Поморського воєводства.
Населення — 270 осіб (2011).
У 1975-1998 роках село належало до Гданського воєводства.

## Демографія
Демографічна структура станом на 31 березня 2011 року:
|          | Загалом | Допрацездатний вік | Працездатний вік | Постпрацездатний вік |
| -------- | ------- | ------------------ | ---------------- | -------------------- |
| Чоловіки | 141     | 28                 | 103              | 10                   |
| Жінки    | 129     | 27                 | 84               | 18                   |
| Разом    | 270     | 55                 | 187              | 28                   |